# Međeđa (Kozarska Dubica)
Međeđa (szerbül: Међеђа), falu Bosznia-Hercegovinában, Bosanska krajina területén, Kozarska Dubica községben, a Szerb Köztársaságban. 

## Fekvése
Bosznia-Hercegovina északi részén, Banja Lukától légvonalban 49, közúton 65 km-re északnyugatra, községközpontjától légvonalban 14, közúton 15 km-re keletre, a Száva jobb partja mentén, a Dubicai-mező síkságán és a Prosara-hegység északi lábánál és lejtőin, 90 - 300 méteres tengerszint feletti magasságban fekszik. Több településből áll. Fő településrészei Donja-, Srednja- és Gornja Međeđa, valamint Mlinarice, Rijeka, és Švabe településekre oszlik. Éghajlata mérsékelt, kontinentális.

## Népessége
| Nemzetiségi csoport | Népesség 1991 | Népesség 2013 |
| ------------------- | ------------- | ------------- |
| Szerb               | 765           | 564           |
| Bosnyák             | 0             | 0             |
| Horvát              | 15            | 8             |
| Jugoszláv           | 22            | 0             |
| Egyéb               | 6             | 3             |
| Összesen            | 808           | 575           |

## Története
A település 1878-ig tartozott az Oszmán Birodalomhoz, ekkor a berlini kongresszus határozata alapján az Osztrák-Magyar Monarchia része lett. 1879-ben az első osztrák-magyar népszámlálás során a Kostajnicai járáshoz tartozó Demirovac község részeként a falunak 116 háztartása és 563 ortodox szerb lakosa volt. 1879-ben Demirovac községi státusszal rendelkezett, amelyhez a következő falvak tartoztak: Gradina, Gunjevci, Demirovac, Draksenić, Međeđa, Pucari és Sreflić (Sreflije). 1910-ben a Bosanska Dubica-i járásban fekvő községben levő településen 216 háztartást, 1246 ortodox szerb, 4 muszlim, 7 katolikus és 5 görög katolikus lakost találtak. A monarchia szétesésével 1918-ben előbb a Szerb-Horvát-Szlovén Királyság, majd 1929-től a Jugoszláv Királyság része. 1921-ben a községnek 244 háztartása és 1506 lakosa volt. Jugoszlávia megszállása után a falu a Független Horvát Állam (NDH) része lett.
Az NDH megalakulása után a faluban az első bűncselekményeket hercegovinai usztasák követték el. 1941 júniusában az usztasák elvették és megsemmisítették az egyháztól az összes születési, keresztelési és házassági anyakönyvet, és megkezdődtek az első letartóztatások. 1941-ben az usztasák körülbelül harminc helyi lakost öltek meg Međeđában. Az usztasák a meggyilkolt szerbeket rögtönzött tutajokra rakták és egy táblára azt írták: „Szerbek utaznak Szerbiába". Az 1942. január 14-i draksenići mészárlás után az usztasák két alkalommal követtek el bűncselekményt Međeđában. Ezek során nem kevesebb, mint 150 embert öltek meg. A következő hetekben folytatták támadásaikat, és mindenkit megöltek, akivel találkoztak. A Kozara elleni offenzíva során Međeđa több száz lakosa vesztette életét. Az offenzíva után a Szlavóniából a faluba visszatérőket letartóztatták és táborokba hurcolták. Međeđát 1945 áprilisának végén szabadították fel a partizánok, aminek következtében a túlélők visszatértek otthonaikba. 
1945-től a település a szocialista Jugoszlávia része volt. A Bosznia-Hercegovinában zajló polgárháború idején a település a Boszniai Szerb Köztársaság része volt. Jugoszlávia felbomlása és a bosznia-hercegovinai háború során a falu nem szenvedett jelentősebb veszteségeket. 1995. szeptember 18-án és 19-én az Una horvát hadművelet keretében Kozarska Dubica község területét megtámadta a Horvát Köztársaság hadserege (HV). Ezt a támadást a Boszniai Szerb Köztársaság hadserege (VRS) és a helyi lakosság visszaverte. A daytoni békeszerződést követő területfelosztásnál a település, Kozarska Dubica község részeként a Szerb Köztársaság területéhez került.

## Gazdaság
A lakosság főként mezőgazdasággal foglalkozik. 

## Infrastruktúra
A falun halad át a Kozarska Dubica - Gradiška autópálya.

## Oktatás
1909-ben szerb elemi iskola nyílt Međeđán. Az állami népiskola 1918 óta működik. Az iskola épületét a szerb ortodox egyházi önkormányzat építette a faluból származó Mirko és Vlajko Mataruga testvérek anyagi segítségével. Az első szerb nemzetiségi tanár ebben az iskolában Vaskrsije Obradović volt.

## Sport
Ravan ifjúsági labdarúgóklub.

## Nevezetességei
- Međađa község második világháborús áldozatainak emlékművét 1986-ban állították fel.

## Fordítás
- Ez a szócikk részben vagy egészben  a(z)   Међеђа (Козарска Дубица) című szerb Wikipédia-szócikk ezen változatának fordításán alapul.  Az eredeti cikk szerkesztőit annak laptörténete sorolja fel. Ez a jelzés csupán a megfogalmazás eredetét és a szerzői jogokat jelzi, nem szolgál a cikkben szereplő információk forrásmegjelöléseként.